# Мортон Бенсон
Мортон Бенсон (енгл. Morton Benson; Њуарк, 13. децембар 1924 — Филаделфија, 21. јул 1998) био је амерички лингвиста, лексикограф, слависта и универзитетски професор. Сматра се једним од најистакнутијих америчких слависта 20. века, а његов рад је оставио дубок траг у области двојезичне лексикографије, посебно кроз израду темељних речника српскохрватског и енглеског језика. Такође је био пионир у проучавању енглеских колокација, а његов BBI Combinatory Dictionary of English постао је стандардни приручник у тој области.

## Биографија
Бенсон је рођен у Њуарку, у савезној држави Њу Џерзи, у породици Џејкоба и Моли Бенсон. Након служења у америчкој војсци током Другог светског рата, дипломирао је на Универзитету у Њујорку 1947. године. Усавршавање је наставио у Европи, где је стекао сертификат на Универзитету у Греноблу (1948) и студирао на Универзитету у Франкфурту (1950). Докторску дисертацију из области лингвистике одбранио је на Универзитету Пенсилваније 1954. године.
Академску каријеру започео је као асистент професор на Универзитету Охајо (1954–1960), након чега прелази на Универзитет Пенсилваније. Ту је радио као редовни професор, а од 1966. до 1974. био је шеф Катедре за словенске језике и директор универзитетског Центра за словенске језике и области.
Био је активан члан бројних стручних удружења, укључујући Америчко удружење наставника словенских и источноевропских језика (AATSEEL), чији је био председник 1964. године, као и Европско удружење за лексикографију (EURALEX).
Био је ожењен Евелин Роуз Бенсон, која је била његова сарадница на неколико лексикографских пројеката. Имали су две ћерке, Ребеку и Миријам. Преминуо је 21. јула 1998. у 73. години од компликација изазваних можданим ударом.

## Научни рад и значај

### Лексикографија српскохрватског језика
Мортон Бенсон је најпознатији по свом капиталном доприносу лексикографији српскохрватског језика. Његов Српскохрватско-енглески речник, први пут објављен 1971. године у сарадњи са Биљаном Шљивић-Шимшић, представљао је прекретницу и дуго се сматрао највреднијим референсним делом за озбиљне студенте и преводиоце. Овај речник, као и његов енглеско-српскохрватски парњак, били су први свеобухватни речници који су систематски обрађивали српскохрватско језичко подручје.
Посебан значај Бенсонових речника лежи у неколико иновативних карактеристика:
- Обухватност варијаната: Речник је систематски разликовао источну (српску) и западну (хрватску) варијанту, обележавајући их са (E) и (W), и доследно наводио и екавске и ијекавске облике. Тиме је пружио потпуну слику стандардног српскохрватског језика тог времена.
- Акцентуација: Био је једини двојезични речник који је доследно бележио акценте, што је било од непроцењиве вредности за странце који уче језик.
- Издања: Прво издање је објављено у сарадњи са београдском „Просветом” и Универзитетом Пенсилваније, док су каснија ревидирана издања објављивана у сарадњи са Cambridge University Press, чиме је дело стекло светску дистрибуцију и признање.

И након распада Југославије, Бенсонови речници, касније објављени под насловом који укључује босански, хрватски и српски стандард, остали су темељ за проучавање језика региона.

### Енглеска лексикографија иBBIречник
Поред славистике, Бенсон је дао кључан допринос енглеској лексикографији, пре свега кроз рад на колокацијама. Заједно са супругом Евелин Бенсон и Робертом Илсоном, објавио је The BBI Combinatory Dictionary of English (1986). Објављивање овог речника сматра се „важним лексикографским догађајем”. Ревидирано издање из 1997. године садржало је око 90.000 колокација, што га је чинило најсвеобухватнијим речником енглеских колокација у то време.
BBI је био револуционаран јер је систематски организовао и представио комбинације речи које изворним говорницима долазе природно, али представљају велики изазов за оне који уче енглески. Речник је разликовао две главне врсте колокација:
- Лексичке колокације: комбинације речи као што су глагол + именица (нпр. commit suicide, hatch a plot) или придев + именица (нpr. heavy smoker).
- Граматичке колокације: комбинације речи одређене граматичким правилима, као што су глагол + предлог (нпр. consist of) или придев + предлог (нпр. fond of).[6]

Практична вредност речника огледала се у томе што је омогућавао корисницима да избегну уобичајене грешке, попут *he described her the book* уместо исправног he described the book to her. BBI је постао незаобилазан алат за преводиоце, наставнике и напредне ученике енглеског језика широм света.

### Методологија и теоријски допринос
Бенсонов рад се одликовао ригорозним методолошким приступом. Био је један од зачетника примене корпусне лингвистике у практичној лексикографији. Његов рад се може описати као „корпусно-вођен” (corpus-driven), што значи да је лингвистички опис произилазио директно из анализе великих језичких корпуса, уместо да корпус служи само за потврду унапред постављених хипотеза.
Његова теоријска разматрања објављена су у књизи Lexicographic Description of English (1986), такође у коауторству са Евелин Бенсон и Робертом Илсоном. Ово дело представља пратећи теоријски волумен за BBI речник и сматра се првим озбиљним покушајем детаљног описа лексичких и граматичких разлика између америчког и британског енглеског. Посебну пажњу посветио је лексикографском третману сложених глагола (compound verbs), што је тема о којој је писао и у стручним чланцима.

## Изабрана библиографија
- Dictionary of Russian Personal Names (1964)
- SerboCroatian-English Dictionary (са Биљаном Шљивић-Шимшић, 1. издање 1971, 2. издање 1990)
- An English-SerboCroatian Dictionary (1. издање 1979)
- The Lexicographic Description of English (са Е. Бенсон и Р. Илсоном, 1986)
- The BBI Combinatory Dictionary of English: A Guide to Word Combinations (са Е. Бенсон и Р. Илсоном, 1. издање 1986, ревидирано 1997, 3. издање 2010)
- Srpskohrvatsko-engleski rečnik (треће издање, 1991)
- Using the BBI: A Workbook with Exercises (са Е. Бенсон, Р. Илсоном и Р. Јангом, 1991)
- Russian-English Dictionary of Verbal Collocations (са Евелин Бенсон, 1993)
- Standard English-SerboCroatian, SerboCroatian-English Dictionary: A Dictionary of Bosnian, Croatian, and Serbian Standards (1995)